# Colin Furze
Colin Furze (* 14. Oktober 1979 in Stamford) ist ein britischer Webvideoproduzent und Erfinder.
In seinen Videos baut er ungewöhnliche Konstruktionen und Fahrzeuge wie ein Hoverbike, ein Fahrrad mit Jetantrieb oder einen unterirdischen Bunker im Garten mit Tunnelverbindungen zu seinem Haus und seinem Schuppen. Außerdem hat er mehrere Weltrekorde erreicht, meist für besonders schnelle und außergewöhnliche Fahrzeuge.

## Leben
Colin Furze wuchs mit seinen Eltern und seiner Schwester Ellie im britischen Stamford, Lincolnshire, auf. Im Alter von 16 Jahren beendete er seine Schullaufbahn und begann eine Ausbildung zum Klempner. Im Jahre 2009 zog er gemeinsam mit seiner Freundin in sein erstes eigenes Haus und baute den aus seinen Videos bekannten Schuppen. 2011 entschied er sich, seinen Beruf als Klempner aufzugeben, um sich Vollzeit auf seinen YouTube-Kanal konzentrieren zu können. 2015 baute er sich in seinem Garten in Stamford einen unterirdischen Bunker.

## Projekte (Auszug)
- Ab 2007: „Wall of Death“ - Eine aus Paletten und Holzplatten gebaute, kreisrunde Konstruktion; auf den senkrechten Wänden der Innenseite können z. B. Motorräder fahren. Dieses Projekt war das erste, welches mehr als 1 Mio. Aufrufe erreichte und legte den Grundstein für die YouTube-Karriere. Die Konstruktion wurde 2018 aufgrund des Verfalls des Baumaterials verbrannt.[3]
- 2010: „Worlds Fastest Mobility Scooter“ („Schnellstes Elektromobil der Welt“)[4]
- 2012: „The Jettle pulsejet powered kettle“ („Pulsjet-betriebener Teekocher“)[4]
- 2012: „Worlds fastest pram“ („Schnellster Kinderwagen“)[4]
- 2013: „Jet-Bicycle“ („Jet-Fahrrad“)[4]
- 2014: „How to build a 60mph Mobility Scooter“ („Wie man ein 60mph Elektromobil baut“)[4]
- 2014: „DIY X-Men“-Serie; Bau von technischen Hilfsmitteln aus der Filmreihe „X-Men“[4]
- 2014: „Ice Bike“ („Eis-Fahrrad“) in Kooperation mit Heattech[5]
- 2015: „The High Voltage Ejector Bed“ („Das Hochspannungs-Auswerf-Bett“) in Kooperation mit Taylors Coffee[4]
- 2015: „Apocalyptic Bunker Project“ („Apokalyptisches Bunker-Projekt“) in Kooperation mit Sky1[4]
- 2016: „Firework Rocket Launcher“ („Feuerwerksraketen-Starter“)[4]
- 2016: „Homemade Hoverbike“ („Hausgemachtes Hoverbike“) in Kooperation mit Ford[4]
- 2016: „Huge Homemade 360 Swing“ („Riesige Hausgemachte 360 Grad Schaukel“)[4]
- 2016: „How to build a really solid shed“ („Wie man einen wirklich stabilen Schuppen baut“)[4]
- 2017: „World's Fastest Bumper Car“ („Schnellstes Boxauto der Welt“)[4]
- 2017: „BMW Hot Tub“ („BMW Badewanne“)[4]
- 2017: „Full Size Tie Fighter“ („Lebensgroßer Tie Fighter“) in Kooperation mit EBay[4]
- 2018: „Homemade Hydraulic Hulkbuster“ („Hausgemachter hydraulischer Hulkbuster“) in Kooperation mit Ebay[4]
- 2018: „The Bicycle of Springs“ („Das Fahrrad aus Federn“)[4]
- 2019: „Staircase Treadmill“ („Treppenlaufband“)[4]
- 2020: „Homemade Screw Tank“ („Selbsgebauter Schneckochod“) in Kooperation mit Wargaming[4]
- 2021: „James Bond Car“ („James Bond Auto“) in Kooperation mit Top Gear[4]
- seit 2021: "Digging a secret Tunnel" ("Graben eines geheimen Tunnels")[4]
- seit 2023: "Digging a secret Garage" ("Graben einer geheimen Garage")[4]

## Bücher
Colin Furze hat ein Buch mit dem Titel „This Book Isn't Safe!“ (zu deutsch: „Dieses Buch ist nicht sicher!“) verfasst, welches am 30. Oktober 2017 im Penguin Verlag erschienen ist. Es enthält Projekte für Kinder und Eltern, welche zu Hause einfach umsetzbar sein sollen.

## Weltrekorde
Colin Furze erreichte 6 Einträge im Guinness-Buch der Rekorde für seine Erfindungen:
1. 2013: „Schnellste motorisierte Toilette“ mit einer Höchstgeschwindigkeit von 85,6 km/h; 2018 durch einen neuen Rekord mit 113,531 km/h überboten[7][8]
2. 14. Oktober 2012 in Stamford: „Schnellster Kinderwagen“ mit einer Höchstgeschwindigkeit von 86,04 km/h[7][9]
3. 23. März 2017 in Ipswich: „Schnellstes Boxauto“ mit einer Höchstgeschwindigkeit von 161 km/h gemeinsam mit The Stig als Fahrer[7][10]
4. 14. Oktober 2010 in Northamptonshire: „Schnellstes Elektromobil (für Senioren)“ mit einer Höchstgeschwindigkeit von 115,21 km/h; 2017 durch einen neuen Rekord mit 180,26 km/h überboten[7][11]
5. 14. Oktober 2008 in Leicestershire: „Längstes Motorrad“ mit einer Länge von 14,03 m; 2014 durch einen neuen Rekord mit 26 m überboten[7][12]
6. 14. Oktober 2006 in Leicestershire: „Größtes Lagerfeuer“ mit einem Volumen von 1401,6 m3[7][13]

## Trivia
Bei jedem erreichen einer neuen Etappe der Abonnenten wird ein großes Feuerwerk-Projekt abgefeuert, so z. B. der „Firework Deathstar“ („Feuerwerks-Todesstern“).